# Coronavirus
Coronavirus (còn được gọi là virus corona hay siêu vi corona) là một nhóm gồm các loại virus thuộc phân họ Coronavirinae trong Họ Coronaviridae, theo Bộ Nidovirales. Coronavirus gây bệnh ở các loài động vật có vú, bao gồm cả con người và chim. Ở người, virus gây nhiễm trùng đường hô hấp thường là nhẹ nhưng trong trường hợp ít gặp có thể gây tử vong.
Coronavirus là virus bao bọc với hệ gen RNA sợi đơn chiều dương và với một nucleocapsid đối xứng xoắn ốc. Kích thước bộ gen của coronavirus khoảng từ 26 đến 32 kilo base pair, lớn nhất đối với virus RNA.
Tên "coronavirus" có nguồn gốc từ tiếng Latin corona, có nghĩa là vương miện hoặc hào quang, và đề cập đến sự xuất hiện đặc trưng của virion dưới kính hiển vi điện tử (E. M.) với một rìa lớn, tạo thành một hình ảnh như vương miện hoàng gia hoặc vành nhật hoa. Hình thái học này được tạo ra bởi các peplomers tăng đột biến của virus, là các protein cư trú trên bề mặt của virus và xác định ái vật chủ.
Protein đóng góp vào cấu trúc tổng thể của tất cả các coronavirus là spike (S), envelope  (E), membrane (M) và nucleocapsid (N). Trong trường hợp cụ thể của coronavirus SARS, một miền liên kết cụ thể xác định trên S làm trung gian sự gắn kết của virus với thụ thể tế bào của nó, enzyme chuyển đổi angiotensin 2 (ACE2). Siêu vi khuẩn coronavirus (đặc biệt là các thành viên của nhóm con Betacoronavirus A) cũng có một loại protein giống như gai ngắn hơn gọi là hemagglutinin esterase (ANH).
Coronavirus thường gây ra các triệu chứng cảm lạnh thông thường, nhiễm trùng mũi, xoang hoặc cổ họng và lây lan qua hắt hơi, ho. Tuy nhiên, nó có thể dẫn đến các bệnh hô hấp nghiêm trọng hơn ví dụ như hội chứng hô hấp cấp tính nặng (SARS) và gây tử vong.

## Lịch sử
Virus corona được phát hiện vào những năm 1960; Những người đầu tiên được phát hiện là nhiễm virus viêm phế quản truyền nhiễm ở gà và hai loại virus từ khoang mũi của bệnh nhân bị cảm lạnh thông thường được đặt tên là coronavirus 229E ở người và coronavirus OC43 ở người. Các thành viên khác của họ virus này đã được xác định, bao gồm SARS-CoV năm 2003, HCoV NL63 năm 2004, HKU1 năm 2005, MERS-CoV năm 2012 và SARS-CoV-2 năm 2019; hầu hết trong số này đã có mặt trong các dịch bệnh nhiễm trùng đường hô hấp nghiêm trọng
Vào ngày 31 tháng 12 năm 2019, một chủng coronavirus mới được ký hiệu là 2019-nCoV, đã được báo cáo tại thành phố Vũ Hán của Trung Quốc và đã gây ra một vụ dịch nghiêm trọng tại đó, sau đó lan sang các nơi khác trên giới. Đến ngày 31 tháng 1 năm 2020, có 213 trường hợp tử vong đã được báo cáo và 2,877 trường hợp được xác nhận. Chủng virus tại Vũ Hán đã được xác định là một chủng mới của dạng β CoV từ nhóm 2B với độ tương tự di truyền ~ 80% so với SARS-CoV, chủng vừa mới được WHO đặt tên là SARS-CoV-2 (Tên gọi này được đặt chính thức từ ngày 11/2/2020 bởi Ủy ban Quốc tế về Phân loại Virus (ICTV), trước đó nó được gọi là 2019-nCoV). Virus này bị nghi ngờ là có nguồn gốc từ các động vật hoang dã như rắn và dơi, được lây lan do việc buôn bán tại chợ bán buôn hải sản Hoa Nam Vũ Hán.

### Bùng phát bệnh dịch tại Vũ Hán (Trung Quốc)
Vào tháng 12 năm 2019, một loại coronavirus mới là SARS-CoV-2 gây nên dịch bệnh viêm phổi, bắt nguồn từ thành phố Vũ Hán của Trung Quốc và lan rộng sang nhiều nơi khác.

## Tiến hóa
Tổ tiên chung gần đây nhất của coronavirus đã được giả định ở khoảng thời gian 8000 TCN. Thực tế chúng có thể đã tồn tại từ trước đó rất lâu.
Một ước tính khác đặt tổ tiên chung gần đây nhất (MRCA) của tất cả các coronavirus vào khoảng 8100 BCE. MRCA của Alphacoronavirus, Betacoronavirus, Gammacoronavirus và Deltacoronavirus đã được giả định ở khoảng 2400 TCN, 3300 TCN, 2800 TCN và 3000 TCN. Dường như dơi và chim, động vật có xương sống có máu nóng, là vật chủ lý tưởng cho nguồn gen coronavirus (với dơi là Alphacoronavirus và Betacoronavirus, và chim là Gammacoronavirus và Deltacoronavirus).
Coronavirus bò và coronavirus đường hô hấp chó có chung họ hàng từ một tổ tiên chung vào năm 1951. Bovine coronavirus và coronavirus OC43 của con người đã chuyển hướng vào năm 1899. Bovine coronavirus chuyển hướng từ các loài coronavirus ở ngựa vào cuối thế kỷ 18.
Một ước tính khác cho thấy rằng coronavirus OC43 lây bệnh cho con người đã chuyển hướng từ coronavirus của bò vào năm 1890.
MRCA của coronavirus OC43 ở người đã có từ những năm 1950.
Hội chứng hô hấp Trung Đông coronavirus, mặc dù có liên quan đến một số loài dơi, dường như xuất phát từ một loại coronavirus đã tiến hóa từ những thế kỷ gần đây.
Các coronovirus dơi liên quan chặt chẽ nhất và coronavirus SARS chuyển hướng vào năm 1986.
Một con đường tiến hóa của virus SARS và mối quan hệ nhạy bén với dơi đã được đề xuất. Các tác giả cho rằng các coronavirus đã được liên kết với dơi trong một thời gian dài và tổ tiên của virus SARS đã lây nhiễm lần đầu tiên các loài thuộc chi Hipposideridae, sau đó lây lan sang các loài thuộc họ Rholophidae và sau đó đến cầy hương, cuối cùng lây sang người.
Alpaca coronavirus và coronavirus 229E ở người đã tiến hóa trước năm 1960.
Các coronavirus NL63 của người và một coronavirus ở loài dơi đã có chung tổ tiên vào khoảng 563-822 năm trước.

## Nhân rộng

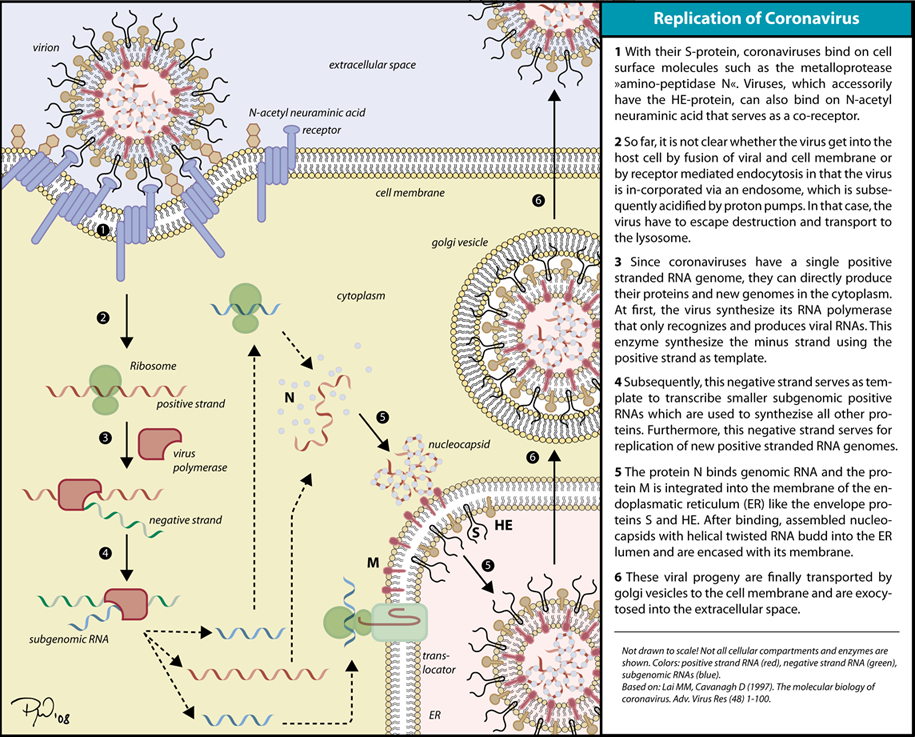
Chu kỳ lây nhiễm của coronavirus

Sau khi virus này xâm nhập vào tế bào, hạt virus không được bao bọc và bộ gen RNA được gửi vào tế bào chất.
Bộ gen RNA coronavirus có bọc 5 methyl và đuôi 3′polyadenylated. Điều này cho phép RNA gắn vào ribosome để dịch mã.
Các loại coronavirus cũng có một protein được gọi là bản sao được mã hóa trong bộ gen của nó, cho phép bộ gen của virus RNA được sao chép thành các bản sao RNA mới bằng cách sử dụng máy móc của tế bào chủ. Bản sao là protein đầu tiên được tạo ra; một khi gen mã hóa bản sao được dịch, quá trình dịch bị dừng bởi một codon dừng. Điều này được gọi là bảng điểm lồng nhau. Khi mRNA bảng điểm chỉ mã hóa một gen, đó là loại virus monocistronic. Một protein phi cấu trúc coronavirus cung cấp thêm độ trung thực cho việc sao chép vì nó có chức năng đọc sửa, mà các enzyme RNA polymerase phụ thuộc RNA thường thiếu.
Bộ gen RNA được sao chép và một polyprotein dài được hình thành, trong đó tất cả các protein được gắn vào. Các coronavirus có một protein phi cấu trúc - một protease - có khả năng tách các protein trong chuỗi. Đây là một hình thức kinh tế di truyền cho virus, cho phép nó mã hóa số lượng gen lớn nhất trong một số lượng nhỏ nucleotide.

## Coronavirus ở người
Có bảy chủng coronavirus trên người đã được biết tới:
1. Vi rút coronavirus 229E ở người (HCoV-229E)
2. Vi rút coronavirus OC43 (HCoV-OC43)
3. SARS-CoV
4. Vi rút coronavirus ở người NL63 (HCoV-NL63, coronavirus New Haven)
5. Vi rút coronavirus ở người HKU1
6. Hội chứng hô hấp Trung Đông do coronavirus (MERS-CoV), trước đây gọi là coronavirus mới 2012 và HCoV-EMC.
7. SARS-CoV-2,[23][24] còn được gọi không chính thức là 2019-nCoV, viêm phổi Vũ Hán hoặc coronavirus Vũ Hán.[25] ('Mới' trong trường hợp này có nghĩa là mới được phát hiện hoặc mới được bắt nguồn và là một tên giữ chỗ).[26]

Sau bùng phát lớn của các vụ dịch SARS năm 2003, các nhà virus học đã có một mối quan tâm mới đối với các coronavirus. Trong nhiều năm, các nhà khoa học chỉ biết về hai loại coronavirus ở người (HCoV-229E và HCoV-OC43). Việc phát hiện ra SARS-CoV đã bổ sung một loại coronavirus thứ ba ở người.
Đến cuối năm 2004, ba phòng thí nghiệm nghiên cứu độc lập đã báo cáo về việc phát hiện ra một loại coronavirus thứ tư ở người. Nó đã được các nhóm nghiên cứu khác nhau đặt tên là NL63, NL và New Haven coronavirus. Ba phòng thí nghiệm liên quan vẫn còn tranh luận về việc ai phát hiện ra virus đầu tiên và ai có quyền đặt tên cho nó.
Đầu năm 2005, một nhóm nghiên cứu tại Đại học Hồng Kông đã báo cáo tìm thấy một loại coronavirus thứ năm ở hai bệnh nhân bị viêm phổi. Họ đặt tên cho nó là Human coronavirus HKU1.
Vụ dịch viêm phổi Trung Quốc năm 2019–2020 bắt nguồn từ một loại coronavirus mới được WHO ký hiệu là 2019-nCoV, xảy tại thành phố Vũ Hán của tỉnh Hồ Bắc và dần dần lan rộng sang các vùng khác ở Trung Quốc cũng như các quốc gia khác.
Tổ chức Y tế Thế giới (WHO) cho biết tên gọi chính thức của bệnh viêm đường hô hấp cấp do chủng mới của virus corona (nCoV) là COVID19. Tên gọi mới này gọi tắt của coronavirus diseases 2019, theo các từ khóa corona, virus, disease (dịch bệnh) và 2019 (năm virus xuất hiện)
Ủy ban quốc tế về phân loại virus (ICTV) cũng quyết định đặt tên chính thức cho chủng virus Corona mới này là SARS-CoV-2 vào ngày 11 tháng 2 năm 2020.

## Coronavirus ở động vật
Virus corona đã được công nhận là nguyên nhân gây bệnh lý trong thú y từ đầu những năm 1970. Ngoại trừ viêm phế quản truyền nhiễm gia cầm, các bệnh liên quan chủ yếu tại đường ruột.

### Bệnh do coronavirus ở động vật
Coronavirus chủ yếu lây nhiễm đường hô hấp trên và đường tiêu hóa của động vật có vú và chim. Hiện tại có bảy chủng coronavirus đã biết lây nhiễm cho người. Coronavirus được cho là gây ra một tỷ lệ đáng kể của tất cả các bệnh cảm lạnh thông thường ở người lớn và trẻ em. Virus corona gây cảm lạnh với các triệu chứng chính, ví dụ như sốt, adenoids sưng họng, ở người chủ yếu vào mùa đông và đầu mùa xuân. Vi rút coronavirus có thể gây viêm phổi, viêm phổi do virus trực tiếp hoặc viêm phổi do vi khuẩn thứ phát và viêm phế quản, viêm phế quản do virus trực tiếp hoặc viêm phế quản do vi khuẩn thứ cấp. Virus coronavirus được công bố rộng rãi được phát hiện vào năm 2003, SARS-CoV gây ra hội chứng hô hấp cấp tính nặng (SARS), có một mầm bệnh độc đáo vì nó gây ra cả nhiễm trùng đường hô hấp trên và dưới. Tầm quan trọng và tác động kinh tế của coronavirus là tác nhân gây cảm lạnh thông thường rất khó đánh giá bởi vì, không giống như rhovovirus (một loại virus cảm lạnh thông thường khác), coronavirus ở người rất khó nuôi cấy trong phòng thí nghiệm.
Coronavirus cũng gây ra một loạt các bệnh ở động vật trang trại và vật nuôi được thuần hóa, một số trong đó có thể nghiêm trọng và là mối đe dọa cho ngành nông nghiệp. Ở gà, virus viêm phế quản truyền nhiễm (IBV), một loại coronavirus, không chỉ nhắm vào đường hô hấp mà còn cả đường tiết niệu. Virus có thể lây lan đến các cơ quan khác nhau trên khắp cơ thể gà. Coronavirus kinh tế quan trọng của động vật trang trại bao gồm lợn coronavirus (lây viêm dạ dày ruột coronavirus, TGE) và coronavirus bò, mà cả hai kết quả trong tiêu chảy ở gia súc non. Feline coronavirus: hai dạng, coronavirus ruột là một mầm bệnh có ý nghĩa lâm sàng nhỏ, nhưng đột biến tự phát của virus này có thể dẫn đến viêm phúc mạc do nhiễm trùng (FIP), một bệnh có tỷ lệ tử vong cao. Tương tự, có hai loại coronavirus lây nhiễm chồn sương: coronavirus ruột chồn gây ra một hội chứng rối loạn tiêu hóa được gọi là viêm ruột epizootic (ECE), và một phiên bản hệ thống gây chết người nhiều hơn (như FIP ở mèo) (FSC). Có hai loại canine coronavirus (CCoV), một loại gây ra bệnh đường tiêu hóa nhẹ và một loại đã được phát hiện gây ra bệnh hô hấp. Virus viêm gan chuột (MHV) là một loại coronavirus gây ra một bệnh dịch chuột gây bệnh dịch với tỷ lệ tử vong cao, đặc biệt là trong số các đàn chuột trong phòng thí nghiệm.
Một loại coronavirus ở loài dơi liên quan đến virus HKU2 được gọi là hội chứng tiêu chảy cấp lợn coronavirus (SADS-CoV) gây tiêu chảy ở lợn.
Trước khi phát hiện ra SARS-CoV, MHV là loại coronavirus được nghiên cứu tốt nhất cả in vivo và in vitro cũng như ở cấp độ phân tử. Một số chủng MHV gây ra viêm não demyelinating tiến triển ở chuột đã được sử dụng như một mô hình murine cho bệnh đa xơ cứng. Những nỗ lực nghiên cứu đáng kể đã được tập trung vào việc làm sáng tỏ cơ chế bệnh sinh của virus coronavirus động vật này, đặc biệt là bởi các nhà virus học quan tâm đến các bệnh thú y và bệnh động vật.

## Các dịch bệnh nghiêm trọng

### Hội chứng hô hấp cấp tính nặng(SARS)
Năm 2003, sau khi bùng phát hội chứng hô hấp cấp tính nặng (SARS) đã bắt đầu từ năm trước ở châu Á và các trường hợp thứ phát ở nơi khác trên thế giới, Tổ chức Y tế Thế giới (WHO) đã đưa ra một thông cáo báo chí nói rằng một loại coronavirus mới được xác định bởi một số lượng phòng thí nghiệm là tác nhân gây bệnh SARS. Virus được đặt tên chính thức là SARS coronavirus (SARS-CoV).
Hơn 8.000 người bị nhiễm bệnh này, khoảng 10% trong số họ đã chết.

### Hội chứng hô hấp Trung Đông(MERS)
Vào tháng 9 năm 2012, một loại coronavirus mới đã được xác định, ban đầu được gọi là Novel Coronavirus 2012, và bây giờ được đặt tên chính thức là coronavirus hội chứng hô hấp Trung Đông (MERS-CoV).
Tổ chức Y tế Thế giới đã đưa ra một cảnh báo toàn cầu ngay sau đó. Bản cập nhật của WHO vào ngày 28 tháng 9 năm 2012 tuyên bố rằng virus dường như không dễ dàng truyền từ người sang người. Tuy nhiên, vào ngày 12 tháng 5 năm 2013, một trường hợp lây truyền từ người sang người ở Pháp đã được Bộ Xã hội và Y tế Pháp xác nhận. Ngoài ra, các trường hợp lây truyền từ người sang người đã được Bộ Y tế tại Tunisia báo cáo. Hai trường hợp được xác nhận liên quan đến những người dường như đã mắc bệnh từ người cha quá cố của họ, người bị bệnh sau chuyến thăm Qatar và Ả Rập Saudi. Mặc dù vậy, có vẻ như virus gặp khó khăn khi lây lan từ người sang người, vì hầu hết các cá nhân bị nhiễm bệnh không lan truyền virus này.
Đến ngày 30 tháng 10 năm 2013, đã có 124 trường hợp và 52 người chết ở Ả Rập Saudi. Sau khi Trung tâm y tế Erasmus của Hà Lan giải trình tự virus, virus này đã được đặt tên mới là Trung tâm y tế Human coravavirus Erasmus (HCoV-EMC). Tên cuối cùng của virus là coronavirus hội chứng hô hấp Trung Đông (MERS-CoV).
Vào tháng 5 năm 2014, hai trường hợp nhiễm MERS-CoV duy nhất của Hoa Kỳ đã được ghi nhận, cả hai xảy ra ở những nhân viên chăm sóc sức khỏe làm việc ở Ả Rập Saudi và sau đó đi du lịch đến Hoa Kỳ đã được điều trị ở Indiana và một ở Florida. Cả hai cá nhân này đã được nhập viện tạm thời và sau đó xuất viện.
Vào tháng 5 năm 2015, một vụ dịch MERS-CoV đã xảy ra ở Hàn Quốc, khi một người đàn ông đi du lịch đến Trung Đông, đã đến 4 bệnh viện khác nhau trong khu vực Seoul để điều trị bệnh. Điều này gây ra một trong những vụ dịch MERS-CoV lớn nhất bên ngoài Trung Đông.
Tính đến tháng 12 năm 2019, 2.468 trường hợp nhiễm MERS-CoV đã được xác nhận bằng các xét nghiệm trong phòng thí nghiệm, 851 trong số đó là tử vong, tỷ lệ tử vong khoảng 34,5%.

### Đại dịch COVID-19
Dịch viêm phổi bắt đầu vào giữa tháng 12 năm 2019 tại thành phố Vũ Hán, miền Trung Trung Quốc, khi một nhóm người bị bệnh viêm phổi nhưng không rõ nguyên nhân, liên quan chủ yếu đến những người buôn bán làm việc tại Chợ hải sản Hoa Nam, chợ chuyên bán động vật hoang dã sống. Các nhà khoa học Trung Quốc sau đó đã tìm thấy một chủng loại coronavirus chưa từng biết đến trước đó, được WHO ký hiệu tạm thời là 2019-nCoV và sau đó có tên chính thức là SARS-CoV-2 được đặt bởi Ủy ban quốc tế về phân loại virus (ICTV). Loại coronavirus mới phát hiện này có bộ gen giống ít nhất 70% với virus gây ra dịch SARS năm 2003 (SARS-CoV).